# Округ Рай-Барелі
Рай-Барелі (англ. Raebareli) - округ в індійському штаті Уттар-Прадеш . Адміністративний центр - місто Рай-Барелі.
Площа округу – 4609 км². За даними всеіндійського перепису 2001 населення округу становило 2 872 335 осіб. Рівень грамотності дорослого населення становив 53,79%, що нижче за середньоіндійський рівень (59,5%).